# 堯恕法親王
堯恕法親王（1640年11月29日—1695年5月28日），諱完敏（さだとし），幼名照宮，字體素，號逸堂，是江戶時代前期皇族及僧人。是後水尾天皇的第十皇子，母親為園基音女新廣義門院國子，天台宗延曆寺別院妙法院的門跡。
慶安三年（1650年）出家，繼承妙法院門跡、一身阿闍梨，成為護持僧，並3度任天台座主、1665年（寬文5年）敘二品。元祿四年（1691年）於寺院內建造退休所的鐵龍草庵，並遷移到那裡住。專心致志天台教育的研究，他也通曉詩歌、書道、繪畫和連歌。
| 宗教頭銜          | 宗教頭銜 | 宗教頭銜          |
| ----------------- | --- | ----------------- |
| 前任： 堯然法親王 | 妙法院門跡 第36世 | 繼任： 堯延法親王 |
| 前任： 慈胤法親王 | 天台座主 第181世 1663年11月10日－1669年10月7日 第184世 1676年3月18日－1676年9月17日 第187世 1679年12月4日－1693年7月11日 | 繼任： 尊證法親王 |
| 前任： 盛胤法親王 | 天台座主 第181世 1663年11月10日－1669年10月7日 第184世 1676年3月18日－1676年9月17日 第187世 1679年12月4日－1693年7月11日 | 繼任： 尊證法親王 |
| 前任： 盛胤法親王 | 天台座主 第181世 1663年11月10日－1669年10月7日 第184世 1676年3月18日－1676年9月17日 第187世 1679年12月4日－1693年7月11日 | 繼任： 公辨法親王 |